# Friedrich Wilhelm Riemer
Friedrich Wilhelm Riemer, född den 19 april 1774 i Glatz, död den 19 december 1845 i Weimar, var en tysk filolog. 
Riemer bodde 1803–1812 hos Goethe som informator och sekreterare. Han blev 1837 överbibliotekarie i Weimar. Riemer författade lexika och dikter; hans viktigaste arbete är likväl Mitteilungen über Goethe (2 band, 1841). Ur hans brevväxlingar offentliggjordes 1846 Briefe von und an Goethe (1846) och breven till familjen Frommann 1892 (Aus dem Goethehause).